# Vrahovice
Vrahovice är en by i regionen Olomouc i Tjeckien. Byn ingår administrativt i staden Prostějov. Vrahovice nämndes första gången 1337. Fotbollsspelaren Rostislav Václavíček är född i Vrahovice och han spelade fotboll för ett lokalt lag i början av sin karriär. I byn finns ett arboretum, Vrahovice arboretum.